# Fort de Buoux
Le Fort de Buoux est un fort médiéval situé au cœur du massif du Luberon, en Vaucluse.

## Histoire
Les première traces d'habitation du site du Fort de Buoux datent de la préhistoire. C'est sur le site de l'ancien oppidum que le fort militaire va être construit, au XIIIe siècle. 
Au XVIIe siècle, le fort est conquis deux fois par les protestants, ce qui entraîne sa destruction par ordre de Louis XIV. Les ruines servent ensuite de carrière aux habitants de la région.
Le fort est classé au titre des monuments historiques depuis le 16 décembre 1986.

## Architecture
Un bastidon et des abris sous roche précèdent l'entrée du site. Installé au sommet d'un éperon rocheux, le fort de Buoux comprend plusieurs bâtiments, englobés dans des remparts du XVIe siècle : un corps de garde, une citerne, le village primitif de Buoux, une église du XVIe siècle, la maison commune du village médiéval, plusieurs maisons rupestres, une tour principale de 3 étages, une maison forte du XVIe siècle, un pont-levis et une poterne.
Une église témoigne par ailleurs, grâce à ses éléments architecturaux, des différentes périodes d'édification du fort. Au-dessus de la porte d'entrée, on y trouvait l'inscription gravée : « Vous qui passez par ici, passez par moi car je suis la porte de la vie. »
Les remparts comprennent la porte d'accès, du XIIIe siècle, une tour d'angle, une tour de guet. Ils interdisaient l'accès aux envahisseurs qui cherchaient à pénétrer dans le fort en escaladant les falaises.
Des silos sont creusés directement dans le roc. Ils auraient été recouverts de couvercles en pierre.
La route qui mène au fort traverse une baume, dite la baume du fort. L’anfractuosité servait d'abri naturel de 800 m2, probablement depuis l'époque Néolithique, comme le laissent croire les silex trouvés sur le site.

## Galerie

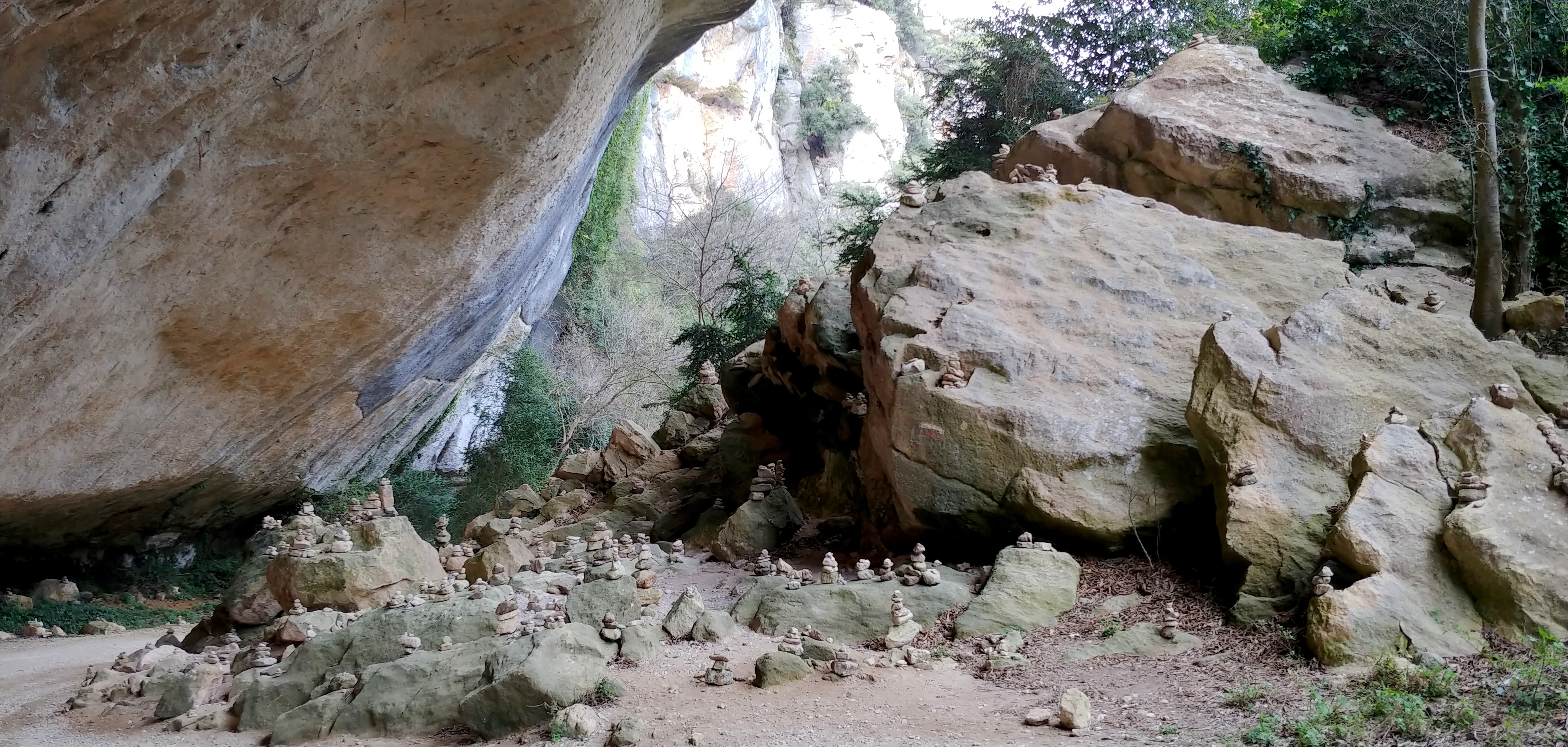
La Baume du fort
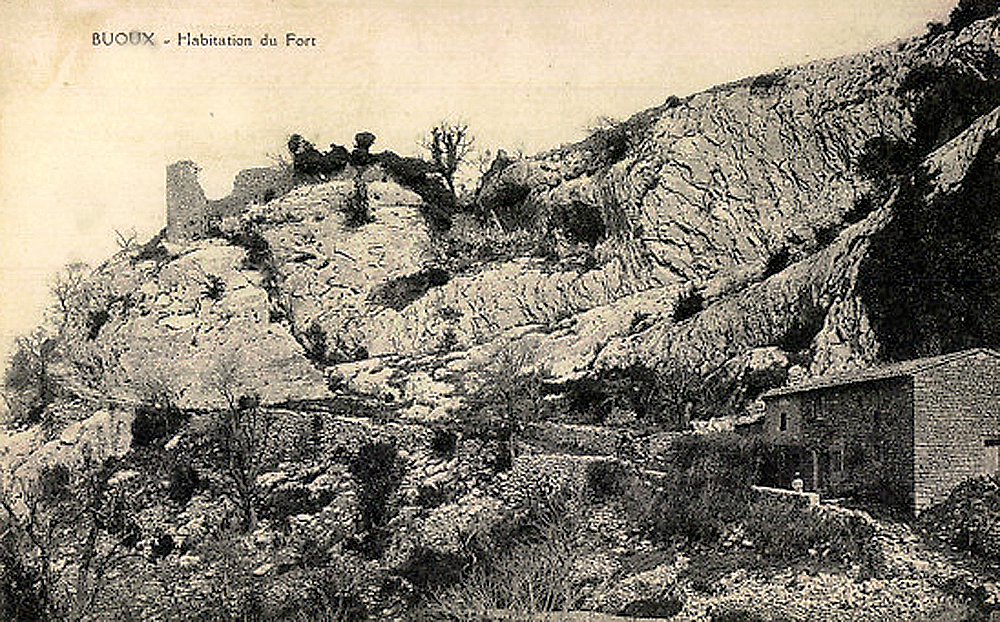
Habitations du Fort et chemin principal d'accès
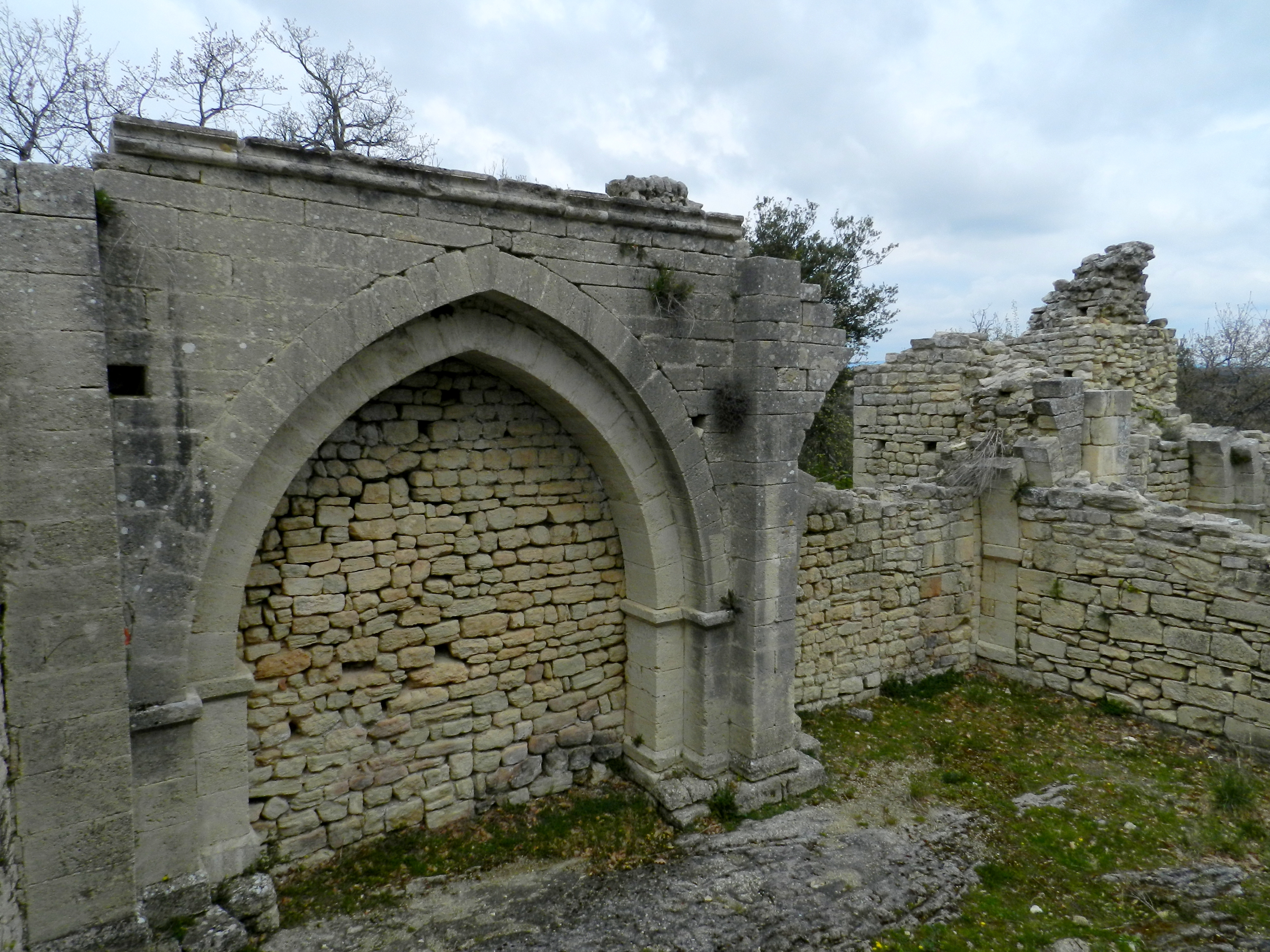
Église
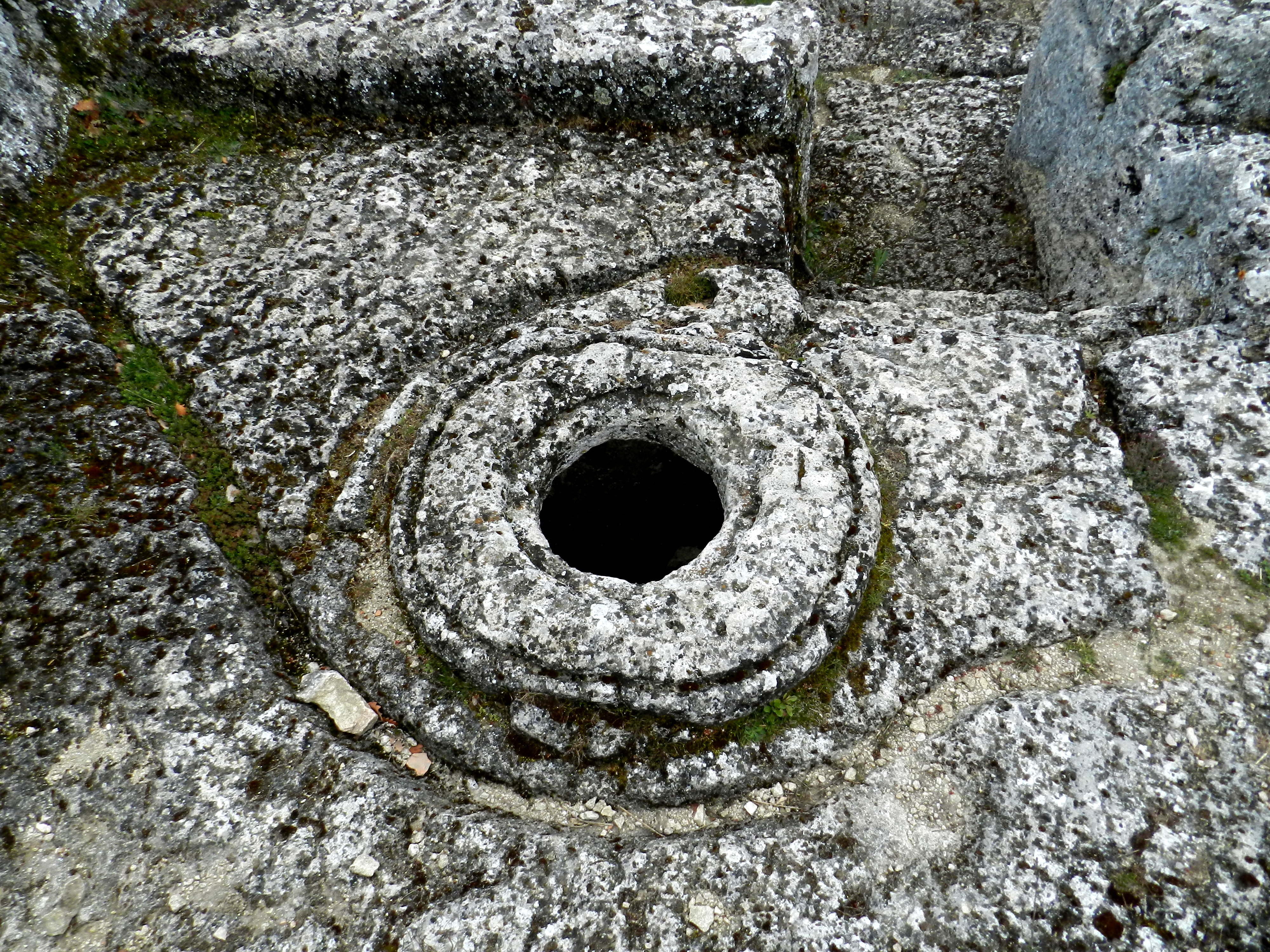
Silo médiéval
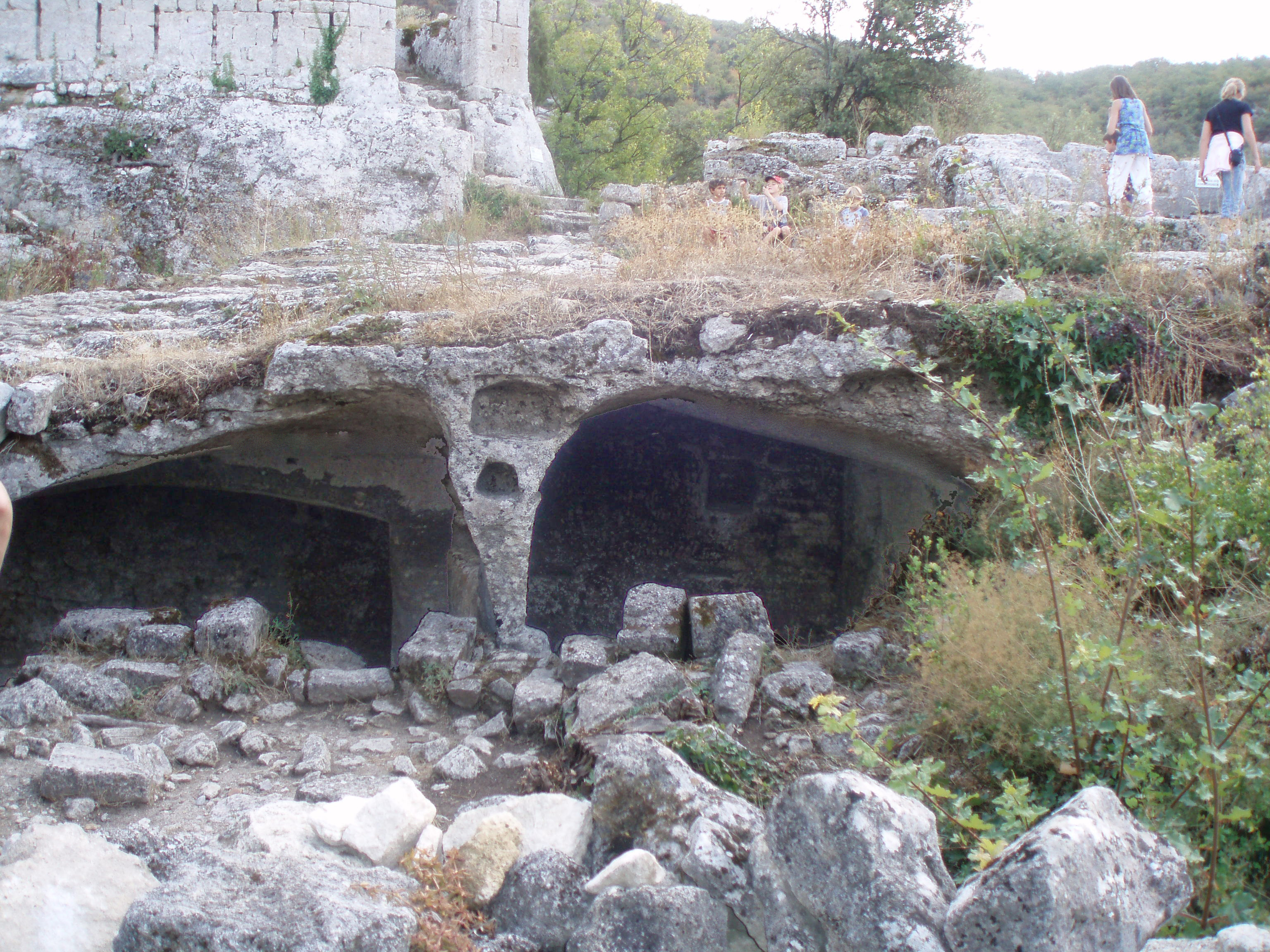
Salles rupestres (habitat néolithique)
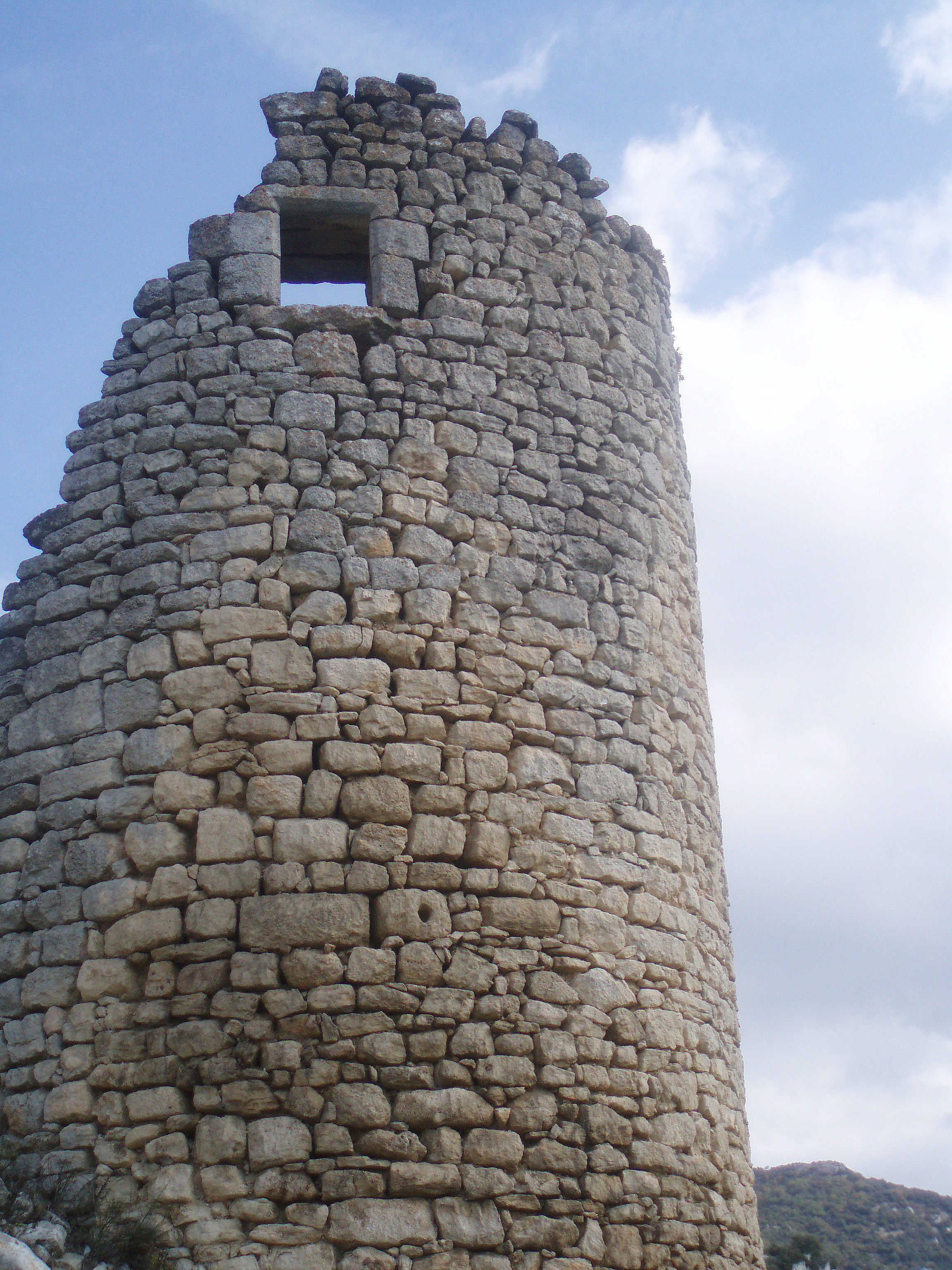
La tour de guet
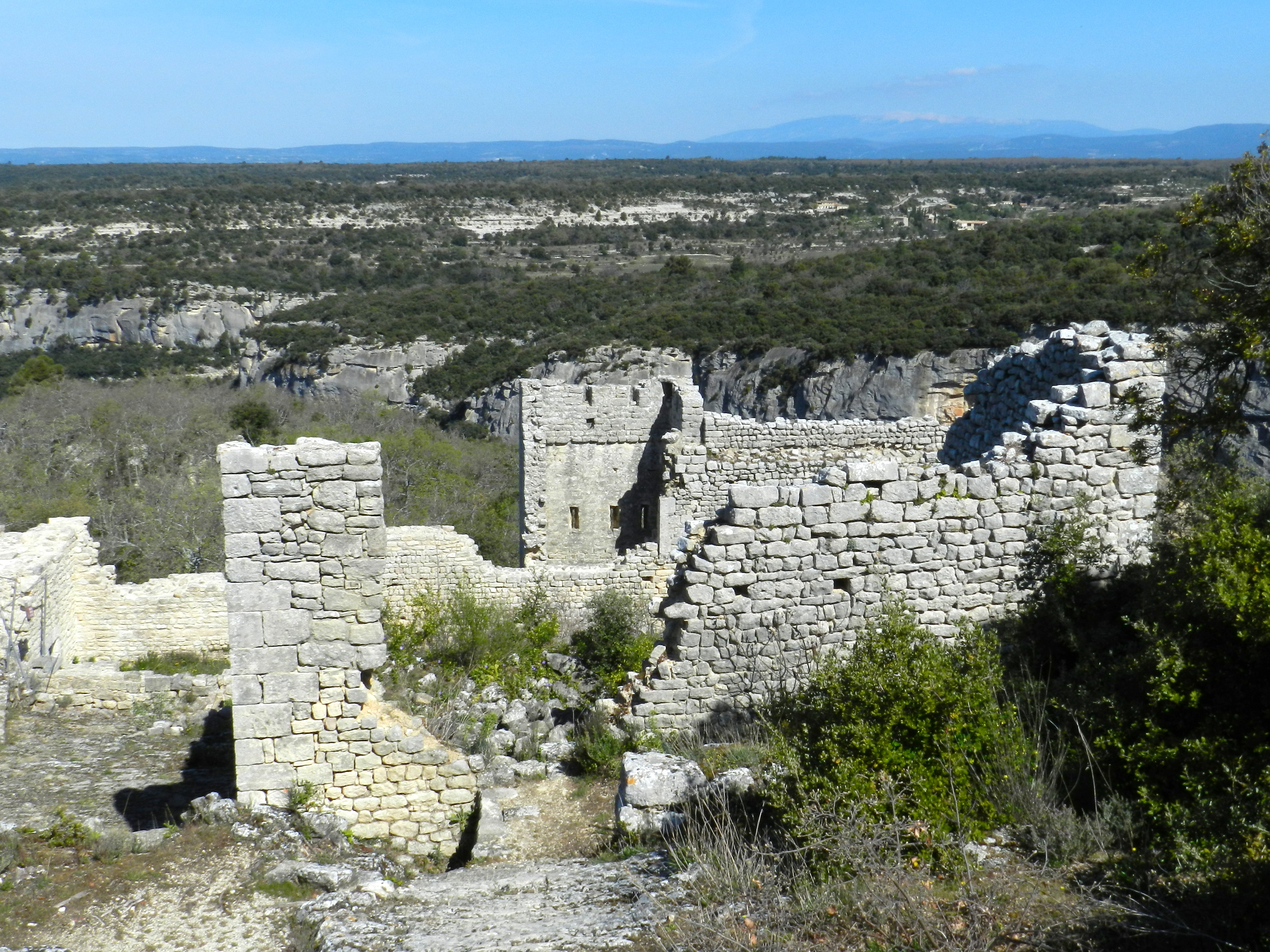
Ruines (maison du gouverneur du fort) et vue panoramique
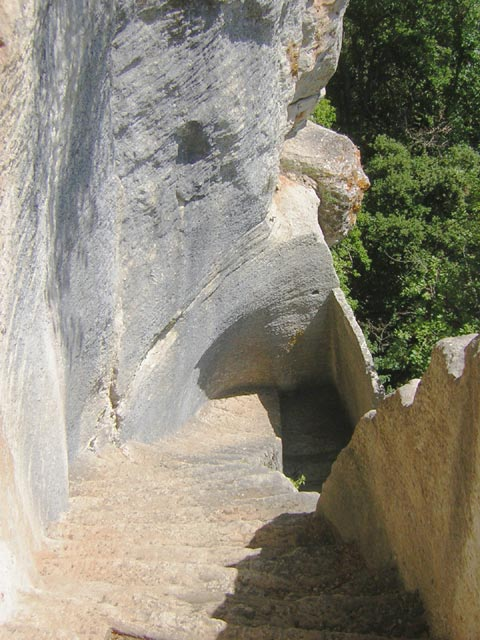
Escalier dérobé (protohistorique), un des deux accès au sommet du rocher
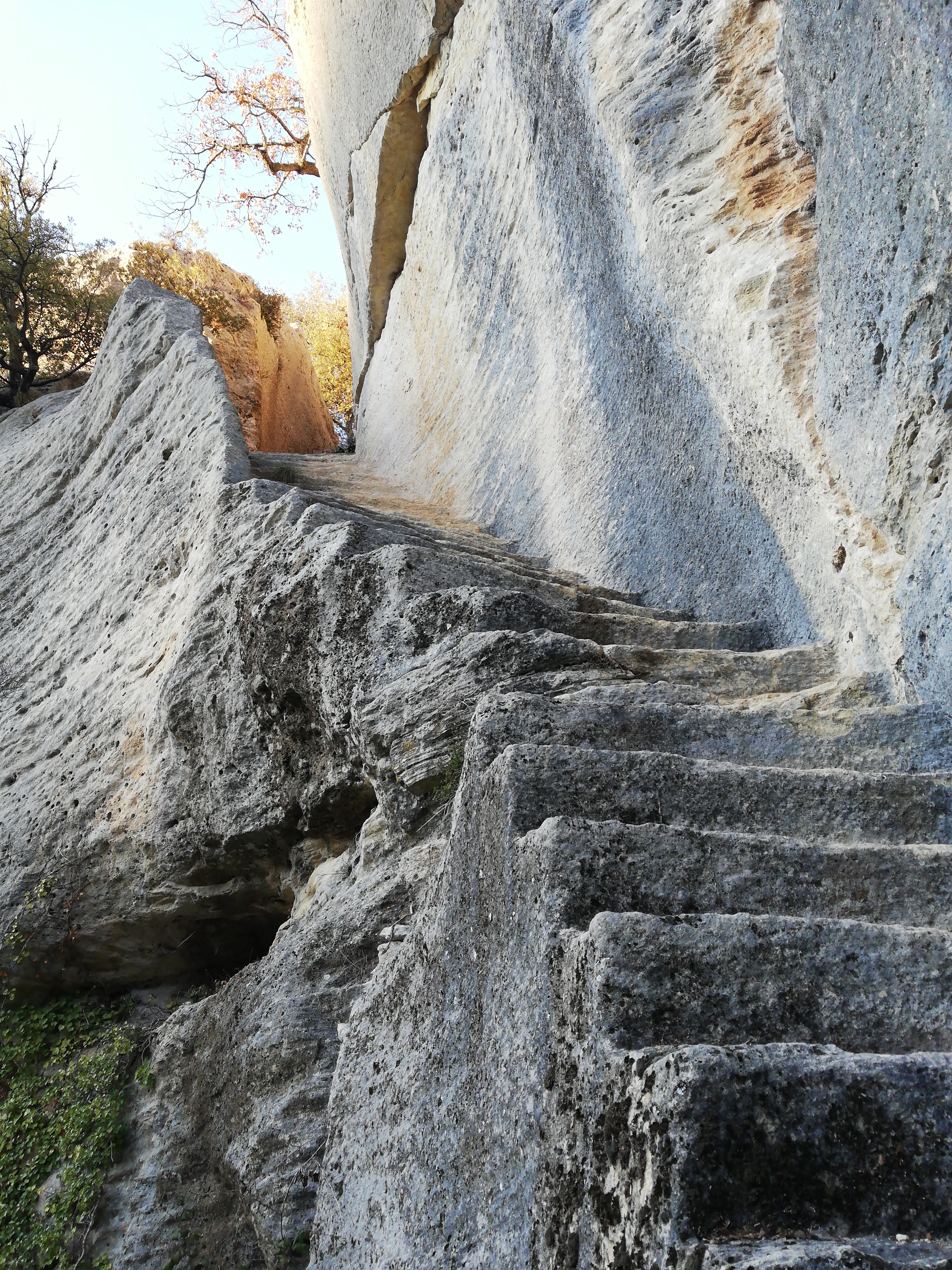
Escalier protohistorique